# Edward Ling
Edward Theodore Ling (* 7. März 1983 in Taunton) ist ein britischer Sportschütze in der Disziplin Trap.

## Erfolge
Edward Ling nahm dreimal an Olympischen Spielen teil. 2004 in Athen verpasste er mit 113 Punkten die Finalrunde und beendete den Wettbewerb auf dem 25. Rang. Acht Jahre darauf kam er in London in der Qualifikationsrunde auf 118 Punkte, womit er den 21. Platz erreichte. Bei den Olympischen Spielen 2016 in Rio de Janeiro zog er mit 120 Punkten als Zweiter der Vorrunde ins Halbfinale ein, in dem ihm 12 Treffer gelangen. Im Stechen setzte er sich gegen Ahmed Kamar durch und erreichte damit als Vierter das Duell um die Bronzemedaille, das er dank 13 Treffern gewann. Sein Kontrahent David Kostelecký kam lediglich auf neun Treffer. Bei Weltmeisterschaften stand Ling dreimal auf dem Podium: 2011 gewann er in Belgrad in der Mannschaftskonkurrenz Bronze, 2014 in Granada und 2017 in Moskau wurde er im Einzel jeweils Vizeweltmeister. Sowohl bei den Europaspielen 2015 in Baku als auch den Commonwealth Games 2018 in Gold Coast verpasste er als Viertplatzierter jeweils eine Medaille.
Er ist mit Abbey Ling verheiratet, die ebenfalls Sportschützin ist, und hat mit ihr eine Tochter.